# تصور حركي
التصور الحركي (بالإنجليزية: Motor imagery) عملية ذهنية يتدرب فيها الفرد على فعل معين أو يحاكيه. يُستخدم على نطاق واسع في التدريب الرياضي كممارسة عقلية للنشاط، وإعادة التأهيل العصبي، كما وُظِّف كنموذج بحثي في علم الأعصاب الإدراكي وعلم النفس المعرفي للتحقيق في محتوى وبنية العمليات الباطنة (أي اللاوعي) التي تسبق تنفيذ النشاط. في بعض السياقات الطبية والموسيقية والرياضية، عند إقرانها بالبروفات البدنية، يمكن أن تكون البروفة العقلية فعالة بقدر التدريب البدني الخالص (الممارسة) لنشاط ما.

## تعريف
يمكن تعريف التصور الحركي على أنه حالة ديناميكية يقوم خلالها الفرد بمحاكاة فعل بدني عقليًا. يشير هذا النوع من التجربة الظاهراتية إلى أن الفاعل يشعر بأنه يؤدي الفعل. إنه يتوافق مع ما يسمى بالتصور الداخلي (أو منظور الشخص الأول) الخاص بعلماء النفس الرياضيين.

## الممارسة العقلية للنشاط
تشير الممارسة العقلية إلى استخدام التصور البصري-الحركي بغرض تحسين السلوك الحركي. يتطلب التصور البصري-الحركي استخدام مخيلة المرء لمحاكاة حدث ما بدون حركة جسدية. برزت هذه العملية بسبب أهميتها في تحسين الأداء الرياضي والجراحي.

### رياضات
يمكن أن تكون الممارسة العقلية، عندما تقترن بالممارسة البدنية، مفيدة للمبتدئين في تعلم الرياضة، ولكنها ذات فائدة أكثر للمحترفين الذين يتطلعون إلى تعزيز مهاراتهم. تولد الممارسة البدنية ردود الفعل الجسدية اللازمة للتحسين، بينما تخلق الممارسة العقلية عملية معرفية لا يمكن تكرراها بسهولة بالممارسة البدنية.

### الطب
عندما يجري الجراحون وغيرهم من الممارسين الطبيين البروفة العقلية إلى جانب ممارستهم البدنية، فإنها تعطي نفس نتائج التدريب البدني، إنما بكلفة أقل بكثير. ولكن على عكس استخدامها في الرياضة لتحسين المهارات، تُستخدم الممارسة العقلية في الطب كشكل من أشكال تخفيف التوتر قبل العمليات.

### موسيقى
تستخدم الممارسة العقلية في الموسيقى أيضًا. قد يستخدم الموسيقيون المحترفون الممارسة العقلية عندما يكونون بعيدين عن آلتهم أو غير قادرين على التدرب البدني بسبب الإصابة. تهر الدراسات أن الجمع بين الممارسة البدنية والعقلية يمكن أن يوفر تحسينًا في إتقان مقطوعة موسيقية بشكل يساوي الممارسة البدنية وحدها. وذلك لأن الممارسة العقلية تسبب نمو الخلايا العصبية التي تعكس النمو الناجم عن الممارسة البدنية. ثمة سابقة قام فيها فلاديمير هورويتز وآرثر روبنشتاين، من بين آخرين، باستكمال ممارستهم البدنية بالبروفات العقلية.

### العجز الحركي
استُخدمت الممارسة العقلية لإعادة تأهيل العجز الحركي في مجموعة متنوعة من الاضطرابات العصبية. يبدو أن الممارسة العقلية للنشاط تعمل على تحسين التوازن لدى الأفراد المصابين بالتصلب المتعدد ولدى النساء المسنات. على سبيل المثال، استُخدمت الممارسة العقلية بنجاح بالاقتران مع الممارسة الفعلية لإعادة تأهيل العجز الحركي لدى مريض مصاب بسكتة دماغية تحت حادة. أظهرت العديد من الدراسات أيضًا تحسنًا في القوة والوظيفة واستخدام كل من الأطراف العلوية والسفلية في السكتة الدماغية المزمنة.
قيمت بعض الدراسات تأثير احتشاء عضلة القلب في إعادة تأهيل طريقة المشي بعد السكتة الدماغية، لكن كان ثمة دليل ضعيف يقترح أن التصور الحركي أكثر فائدة لتحسين المشي (سرعة المشي) والوظيفة الحركية والتنقل الوظيفي مقارنة بالعلاجات الأخرى أو العلاج الوهمي أو عدم التدخل. بالإضافة إلى ذلك، لم تكن هناك أدلة علمية كافية لتقييم تأثير احتشاء العضلة القلبية على درجة الاعتماد على المساعدة الشخصية وتحمل المشي.

## فيزيولوجيا
أظهر عدد كبير من دراسات التصوير العصبي الوظيفي أن التصور الحركي مرتبط بالتنشيط المحدد للدارات العصبية المشاركة في المرحلة المبكرة من التحكم الحركي (أي البرمجة الحركية). تشمل هذه الدارات الباحة الحركية الإضافية، والقشرة الحركية الأولية، والقشرة الجدارية السفلية، والعقد القاعدية، والمخيخ. تعطي مثل هذه البيانات الفيزيولوجية دعمًا قويًا حول الآليات العصبية الشائعة للتصور والتمهيد الحركي.
كشفت قياسات نشاط القلب والجهاز التنفسي أثناء التصور الحركي وأثناء الأداء الحركي الفعلي عن تباين في معدل ضربات القلب والتهوية الرئوية مع درجة الجهد المتصور. يعمل التصور الحركي على تنشيط المسارات الحركية. غالبًا ما يزداد النشاط العضلي أثناء التصور الحركي مقارنةً بالراحة. أثناء التصور الحركي، يقتصر نشاط تخطيط كهربائية العضل على العضلات المشاركة في النشاط المُحاكى ويميل إلى أن يكون متناسبًا مع مقدار الجهد المتخيل.